# Nesticus crosbyi
Nesticus crosbyi là một loài nhện trong họ Nesticidae.
Loài này thuộc chi Nesticus. Nesticus crosbyi được Willis J. Gertsch miêu tả năm 1984.